# Mastomys shortridgei
Mastomys shortridgei is een knaagdier uit het geslacht Mastomys dat voorkomt in Noordwest-Botswana en Noordoost-Namibië, waar het dier voorkomt in rietvelden en moerasland, en in Oost-Angola, waar hij in moerassen leeft. Het karyotype bedraagt 2n=36, FNa=50. Deze soort is soms geassocieerd met "Mastomys" angolensis (die nu in Myomyscus wordt geplaatst), maar schijnt, in tegenstelling tot M. angolensis, wel verwant te zijn aan de andere Mastomys-soorten.
Deze soort lijkt op de veeltepelmuis (M. natalensis) en op M. coucha, maar is donkerder van kleur. Vrouwtjes hebben slechts vijf paren van mammae. Deze soort is 's nachts actief en gaat niet vaak gebouwen binnen, in tegenstelling tot de veeltepelmuis en M. coucha.